# Longtian (Ningxiang)
Longtian (chinois simplifié : 龙田镇 ; chinois traditionnel : 龍田鎮 ; pinyin : Lóngtián Zhèn) est un bourg de la ville de Ningxiang dans la province du Hunan, en Chine. Il est entouré par le canton de Gaoming à l'ouest, le bourg de Xiangzikou au nord, le bourg de Qingshanqiao et le canton de Shatian à l'est, et le bourg de Qixingjie au sud. En date du recensement de 2000, Longtian a une population de 21 805 habitants et une superficie de 72,5 km2.

## Administration territoriale
Il comprend 1 communauté et 7 villages :
- Longtian (龙田社区)
- Huangnitian (黄泥田村)
- Dongtang (冬塘村)
- Yuetang (月塘村)
- Baihua (白花村)
- Geshanchong (隔山冲村)
- Qili (七里村)
- Hengling (横岭村)
- Shiwu (石屋村)

## Économie
La région regorge de manganèse.

## Transport
L'autoroute provinciale S311 traverse le bourg.